# Casa dels Ducs d'Alba
Casa dels Ducs d'Alba és una obra amb elements renaixentistes i de les darreres tendències de Castelló de Farfanya (Noguera) inclosa a l'Inventari del Patrimoni Arquitectònic de Catalunya.

## Descripció
La casa dels Ducs d'Alba es troba al centre del nucli de Castelló de Farfanya, al cantó est de la plaça Major i enfront de l'església de Sant Miquel. Es tracta d'una casa senyorial bastida el segle xvii pels Ducs d'Alba quan aquests eren senyors de la vila. És un edifici allargat que consta de planta baixa i pis, amb la teulada d'una sola vessant que desaigua a la plaça, orientat de sud a nord i integrat en l'illa de cases que tanca el nucli medieval al sud-est.
La façana principal, que fa una petita inflexió al centre, afronta a l'oest, amb la plaça i amb l'absis de l'església de Sant Miquel. Està feta amb aparell regular de carreus ben escairats de pedra sorrenca (visible avui en dia només al pany de mur contigu a la porta principal, mentre que la resta de la façana està arrebossada amb ciment). A la planta baixa s'obren tres portes i una finestra. Les dues portes principals són les de la banda sud, fetes amb arcs rebaixats de dovelles de pedra calcària, igual que les del brancal, la coloració blanquinosa de les quals contrasta amb la bruna sorrenca de la façana. Tot i així, no són iguals: la porta de la dreta és una mica més ampla però més baixa que la porta central. A l'esquerra de la porta central i més enllà de la inflexió de la façana s'obre la tercera porta, rectangular o d'arc pla, i amb la llinda i els carreus laterals de pedra sorrenca com la resta de la façana. La finestra, rectangular i amb marc de sorrenca, és de petites dimensions i s'obre a l'extrem nord de la façana.
Al pis superior s'obren quatre balcons equidistants i idèntics, rectangulars d'arc pla, amb els marcs en pedra calcària blanca. La base dels balcons, de pedra calcària, té una senzilla motllura convexa. Entre els dos balcons de la meitat sud de la façana, sobre la porta principal, hi ha el blasó dels Ducs d'Alba. La façana acaba horitzontalment sota el ràfec de la teulada, de quatre nivells de teula i maó.
La façana del nord, molt més petita i sòbria, fa xamfrà amb la plaça de la Font i la Travessera de l'Església. Bastida amb aparell irregular de pedra sorrenca, excepte una reparació a la part baixa que utilitzà preferentment pedra calcària. S'hi obre una petita porta que mena als baixos de la casa i que es coneix popularment com 'la presó'. A l'altura del segon pis s'obre un balcó-finestra de brancals llisos i sense cap mena d'ornamentació.
L'interior de l'edifici ha estat profundament reformat després de l'aspecte ruïnós que oferia a finals del segle xx. Ha estat adaptat com a local social del poble, amb bar i dependències funcionals.
L'ampliació que es va dur a terme entre el 1991 i el 1994 es va efectuar tenint en compte l'estructura urbana del poble. Darrere de la casa es va crear una nova plaça, que va servir com a accés independent a la sala d'actes de la nova llar d'avis. La part posterior de l'antic edifici queda a la vista, mentre que la part nova queda separada dels murs antics en algunes parts i inserida en d'altres, tot utilitzant materials diferents per distingir la nova construcció de l'antiga.

## Història
El 1414, un cop desmembrat el comtat d'Urgell, Ferran d'Antequera va vendre el castell i la vila de Castelló al comte Joan I de Foix. Dels Foix, el terme passà a mans dels reis de Navarra, i finalment el 1491, Ferran el Catòlic l'incorporà a la corona. Castelló fou encomanat a Lluís de Beaumont, comte de Lerín. Dels Beaumont passà als ducs d'Alba, que foren senyors de Castelló des de 1596 fins a la desamortització de 1835.
La casa senyorial dels ducs d'Alba fou bastida al segle xvii i utilitzada com a residència fins al segle xix. Durant la guerra civil espanyola de 1936, la casa fou ocupada per algunes entitats polítiques i militars. La propietat de la finca passà a ser de la Societat de Socors Mutus 'La Humanitària'. El 1974, en no trobar-se cap domicili reconegut d'aquesta societat, la finca s'enregistrà a nom de l'Estat espanyol i restà inactiva i en progressiu estat de ruïna. Finalment, a principis del segle xix es va reformar l'edifici per a constituir un local social per a la vila.